# Resolució 212 del Consell de Seguretat de les Nacions Unides
La Resolució 212 del Consell de Seguretat de les Nacions Unides, aprovada per unanimitat el 20 de setembre de 1965, després d'examinar l'aplicació de les illes Maldives per a ser membre de les Nacions Unides, el Consell va recomanar a l'Assemblea general que les Maldives fossin admeses.